# Enoanda
Enoanda va ser una ciutat lícia, a la vall alta del riu Xantos. És coneguda per la inscripció filosòfica del filòsof epicuri Diògenes d'Enoanda. Les ruïnes de la ciutat es troben en un lloc elevat aïllat a l'oest del poble d'İncealiler, al districte de Fethiye de la província de Muğla, a l'actual Turquia. El topònim fa pensar que l'indret era conegut per la viticultura.

## Història

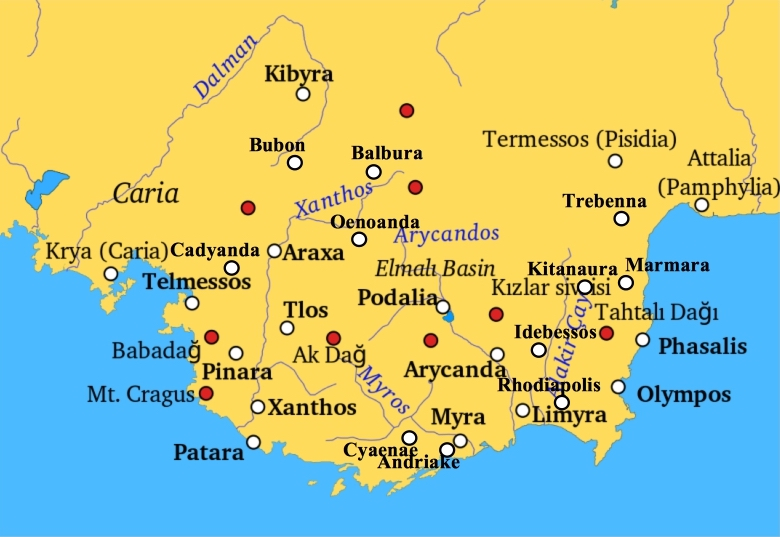
Ciutats de l'antiga Lícia

La història primerenca de l'assentament és obscura, malgrat una recerca realitzada, amb permís de les autoritats turques, per l'Institut Britànic d'Ankara (BIAA) el 1974-76. La ciutat era coneguda com Wiyanawanda pels hitites, i significa «ric en vinyes/vi» o semànticament «terra del vi». Durant l'edat del bronze va formar part de les terres de Lukka que corresponen a Lícia des de l'antiguitat clàssica.

Sembla que Enoanda esdevingué una colònia de Termessos cap al 200-190 aC que s'anomenava Termessos Minor. Enoanda era la tetràpolis més meridional de Kibyran, formada al segle II. aC (període hel·lenístic), amb Bubon, Balbura i Kibyra, que va ser dissolta per Luci Licini Murena l'any 84 aC, després d'això Enoanda va passar a formar part de la Lliga Lícia.

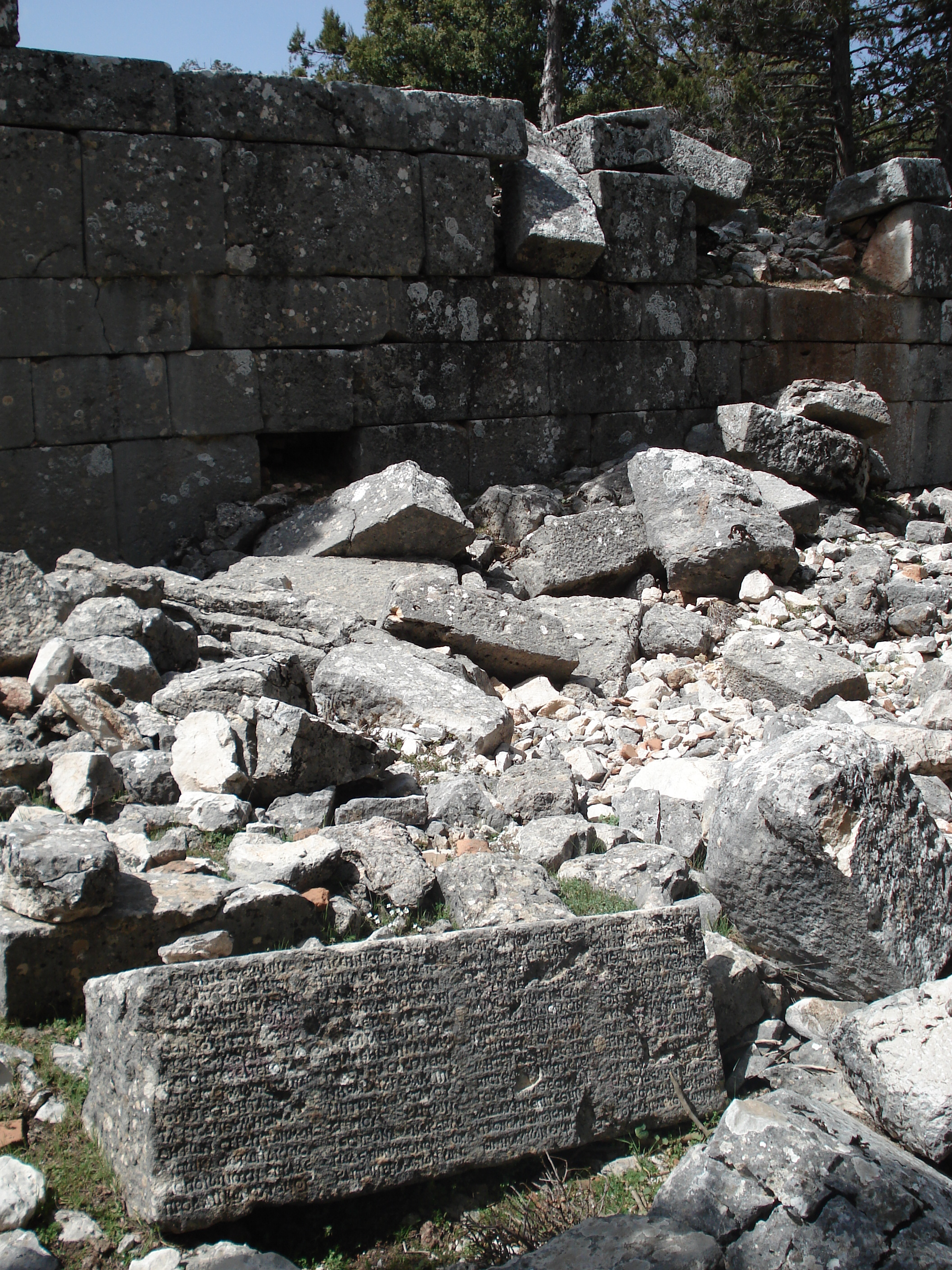
Part de la inscripció de Diògenes

Diògenes, un ciutadà ric i influent d'Enoanda, va fer tallar un resum de la filosofia d'Epicur en una paret del pòrtic de l'estoa que mostrava als habitants el camí cap a la felicitat. La inscripció és una de les fonts més importants de l'escola filosòfica epicúria i exposa els seus ensenyaments sobre física, epistemologia i ètica. Originàriament tenia unes 25.000 paraules i 80 m de llargada i omplia 260 m2 de paret. La inscripció s'ha assignat per motius epigràfics al període adriànic, 117–138. L'estoa va ser desmuntada a la segona meitat del segle iii per ampliar la muralla defensiva.
Va ser ocupada durant el període romà d'Orient quan s'hi van construir una fortalesa i esglésies. Enoanda és una diòcesi titular de l'Església Catòlica Romana.

## Descripció

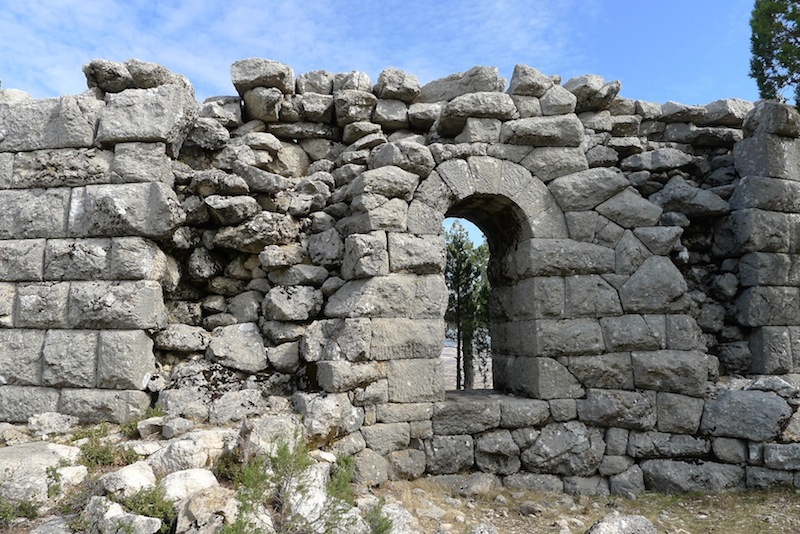
Muralla i porta

El lloc va ser observat per primera vegada per Richard Hoskyn i Edward Forbes, el 1841. Les extenses inscripcions filosòfiques de Diògenes d'Enoanda van ser identificades posteriorment a partir de fragments dispersos.
Les muralles de la ciutat estan ben conservades, tenen més de 65 metres de llarg i és un magnífic exemple de maçoneria poligonal amb petites pedres a les cares interiors, mentre que els grans carreus es van utilitzar per a les imponents cares exteriors.
Els vestigis d'un antic pont romà van aparèixer a la dècada de 1990. Les excavacions oficials al l'indret van començar l'any 1997. El 2009 es va iniciar un nou treball arqueològic per part de l'Institut Arqueològic Alemany. L'any 2012 s'havien identificat més de 300 fragments de l'estoa de Diògenes amb passatges de diverses frases que cobreixen més d'un bloc. També es van descobrir restes d'una premsa de vi de cargol en una casa que podria demostrar que l'activitat suggerida en el topònim es va continuar practicant fins a la història tardana de la ciutat.